# Linksfaschismus
Linksfaschismus (auch Linker bzw. Roter Faschismus oder Rot-Faschismus) ist ein politischer Kampfbegriff ohne einheitliche Bedeutung. Meist soll er realsozialistische Staaten, linksgerichtete Politik oder Ideologie als „Faschismus“, seltener auch Antikapitalismus faschistisch genannter Staaten oder Gruppen als „links“ bewerten. Die Politikwissenschaft verwendet den Begriff, anders als den Faschismusbegriff, nicht zur Beschreibung einer Ideologie oder Gesellschaftsordnung.
Italienische Demokraten bezeichneten damit seit 1926 den Stalinismus als eine mit dem damaligen italienischen Faschismus vergleichbare Diktatur. Vertreter der SPD bezeichneten die Kommunistische Partei Deutschlands (KPD) seit etwa 1929 als „rotlackierte Faschisten“; umgekehrt kategorisierten Kommunisten die Sozialdemokratie als „Rotfaschismus“ oder „Sozialfaschismus“.
Der Philosoph und Soziologe Jürgen Habermas warnte 1967 vor einem „linken Faschismus“ der APO, der eine Gewalteskalation fördern und rechtfertigen könne. Obwohl er dieses Urteil später zurückzog, diente der Begriff in der Bundesrepublik Deutschland meist zur Diffamierung linksgerichteter Gruppen und Parteien. Er soll die von ihnen vertretene Politik, die sich oft als Antifaschismus legitimiert, ihrerseits als faschistisch, also antidemokratisch und gewaltorientiert, angreifen und delegitimieren. Er hat sich dabei zu einem beliebig eingesetzten Stereotyp entwickelt. Das Wort wird ähnlich wie die Begriffe Anarchismus und Linksextremismus von Politikern, Behörden und Medien häufig mit Chaos, Gewalt, Terror und Kriminalität assoziiert. „Linksfaschisten“ werden als Gefahr für die innere Sicherheit dargestellt.

## Italien
Nach der Machteroberung von Benito Mussolini in Italien bezeichnete der Liberale Giovanni Amendola zunächst die italienischen Faschisten, dann auch die Stalinisten 1925 als „totalitär“ (totalitario): Faschismus und Kommunismus seien eine „totalitäre Reaktion auf Liberalismus und Demokratie“. Diesen als Vorwurf gemeinten Begriff nahm die Führung der Partei der Faschisten Anfang 1926 für ihre Ideologie und Politik in Anspruch. Nun übernahm die gesamte konservativ-liberale Opposition in Italien die These von der strukturellen Ähnlichkeit der beiden Diktaturen. In diesem Zusammenhang schrieb der Führer des Partito Popolare Italiano – einem Vorläufer der späteren „Democrazia Cristiana“ –, Priester Don Luigi Sturzo 1926:

„Insgesamt kann man zwischen Rußland und Italien nur einen einzigen Unterschied feststellen, daß nämlich der Bolschewismus eine kommunistische Diktatur oder ein Linksfaschismus ist und der Faschismus eine konservative Diktatur oder ein Rechtsbolschewismus ist.“

Der Begriff ist also wie „Totalitarismus“ ursprünglich ein polemischer Kampfbegriff, der zwei politische Systeme und ihre Ideologien parallelisiert und als Diktaturen ablehnt.
Die Philosophin Hannah Arendt gab dem Totalitarismusbegriff in ihrem Hauptwerk Elemente und Ursprünge totaler Herrschaft (englisches Original von 1951) ein theoretisches Fundament und beschrieb Ähnlichkeiten des Nationalsozialismus, Stalinismus und ansatzweise des Maoismus. Sie bezeichnete deren Regimes nicht als Faschismus, sondern als „totalitär“, und unterschied Mussolinis Diktatur, den Franquismus und Regierungen der Ostblockstaaten nach Josef Stalins Tod davon.

## Weimarer Republik
1929 übernahm die KPD Stalins Sozialfaschismusthese: Danach galten die Reformisten der gescheiterten Zweiten Internationale, also die westeuropäische, vor allem die deutsche Sozialdemokratie, als „Steigbügelhalter“ des aufkommenden Faschismus. Diese ideologische Einordnung hatte den machtpolitischen Sinn, die Mitgliedsparteien der von Moskau gelenkten Komintern gegenüber ihren Konkurrenten zu stärken und zugleich den gesamteuropäischen Führungsanspruch der KPdSU in der Arbeiterbewegung zu untermauern.
Als Reaktion darauf verstärkte die SPD ihre antikommunistische Haltung. Ihr späterer Vorsitzender Kurt Schumacher erklärte 1930 vor dem Reichsbanner Württemberg:

„Der Weg der leider ziemlich zahlreichen proletarischen Hakenkreuzler geht über die Kommunisten, die in Wirklichkeit nur rotlackierte Doppelausgaben der Nationalsozialisten sind. Beiden ist gemeinsam der Hass gegen die Demokratie und die Vorliebe für Gewalt.“

Dies wurde nach 1945 zum oft zitierten Diktum von den rotlackierten Faschisten verkürzt.

## NS-Zeit
Der antimilitaristische Kommunist Otto Rühle schrieb als Reaktion auf den Hitler-Stalin-Pakt 1939 im mexikanischen Exil einen Aufsatz mit dem Titel Brauner und Roter Faschismus. Er verglich darin die Entwicklungen in Deutschland und Russland seit 1914 und fand in den Diktaturen Adolf Hitlers und Stalins, die er beide als „totalitär“ bezeichnete, eine „verblüffende Übereinstimmung in den Grundanlagen der Systeme – in der Machtdoktrin, dem Autoritätsprinzip, dem Diktaturapparat, der Gleichschaltungsdynamik, den Gewaltmethoden.“

## Bundesrepublik Deutschland

### Jürgen Habermas (1967)
Seit Frühjahr 1967 tauchten Faschismusvorwürfe und -vergleiche in Konflikten zwischen Hochschullehrern und Aktivisten der westdeutschen Studentenbewegung auf. Sie griffen das Selbstverständnis der jeweiligen Adressaten als Antifaschisten an und wirkten daher als Stigma. Universitätsdirektoren bezeichneten Sit-ins als „faschistische Methoden“ (19. April) oder sahen darin „faschistische Züge“. Studenten bezeichneten einen amerikafreundlichen Vortrag Max Horkheimers als „Apologie des Faschismus“ (12. Mai). Horkheimer beschrieb daraufhin in einem Brief seine „Furcht vor der Verwandtschaft dessen, was heute sich kommunistisch nennt, mit faschistischem Terror“. Margherita von Brentano konstatierte am 7. Juni, „Faschismus“ sei in den letzten Monaten zum Schlüsselwort in den aktuellen Konflikten geworden. Radikaldemokratische Studenten hätten Einzelzüge im gegnerischen Verhalten wie auch die Gesamtsituation „faschistisch“ genannt. Der Philosoph Jakob Taubes sprach am selben Tag vom „Gespenst des Faschismus“, weil dieses Wort im öffentlichen Diskurs gefallen sei.
Bei der Demonstration am 2. Juni 1967 in West-Berlin wurde der Student Benno Ohnesorg erschossen. Am 9. Juni wurde er in Hannover beerdigt. Beim anschließenden Kongress des Sozialistischen Deutschen Studentenbundes (SDS) forderte der Studentenführer Rudi Dutschke, Aktionszentren an westdeutschen Hochschulen zu gründen, um die eingetretene Situation rational zu bewältigen. Jürgen Habermas, Soziologe und Philosoph der Frankfurter Schule, erklärte sich daraufhin solidarisch mit den protestierenden Studenten und bezeichnete die Polizeiaktionen in West-Berlin als „Terror“ zur Abschreckung künftiger Proteste, der die Demokratie deutlich einzuschränken drohe. Die Studenten sollten jedoch vorrangig die Gesellschaft gründlich analysieren. Um deren komplexe Strukturen zu verändern, sei direkte Aktion wenig aussichtsreich. Gleichgültigkeit gegenüber bedrohten Bürgerrechten sei ebenso gefährlich wie zielloser Aktionismus. Die Welt sei von Gewalt besessen: „Aber die Befriedigung daran, durch Herausforderung die sublime Gewalt in manifeste Gewalt umzuwandeln, ist masochistisch, keine Befriedigung also, sondern Unterwerfung unter eben jene Gewalt.“
Hans-Jürgen Krahl entgegnete: Habermas habe argumentiert, die Provokation von Gewalt sei faschistisch. Zwinge der übermächtig bewaffnete Staatsapparat die wehrlosen Studenten nicht zur Provokation, etwa mit Tomatenwürfen, weil er ihnen keine andere Möglichkeit lasse? Er plädiere daher für „ritualisierte Formen der Provokation“, um der Öffentlichkeit die Gewaltlosigkeit der Studenten zu zeigen. Darauf reagierte Habermas: „Systematisch betriebene Provokation von Studenten“ sei ein „Spiel mit dem Terror (mit faschistischen Implikationen)“. Dies verstanden die Zuhörer zunächst als Kritik an staatlicher Gewalt, nicht an studentischen Aktionsformen.
Darauf antwortete Dutschke als letzter offizieller Redner: Weil die entwickelten Produktivkräfte des Kapitalismus gegenwärtig die Abschaffung von Hunger, Krieg und Herrschaft materiell ermöglicht hätten, hänge „alles vom bewußten Willen der Menschen ab, ihre schon immer von ihnen gemachte Geschichte endlich bewußt zu machen, sie zu kontrollieren, sie sich zu unterwerfen, das heißt, Professor Habermas, Ihr begriffsloser Objektivismus erschlägt das sich emanzipierende Subjekt.“ Die Studenten sollten die „etablierten Spielregeln dieser unvernünftigen Demokratie“ bewusst durchbrechen und mit passiven Sitzstreiks zeigen, dass sie nicht provozieren, aber sich auch nicht „organisiert abwiegeln“ lassen wollten. Denn anders als von Karl Marx erwartet, tendiere die gegenwärtige ökonomische Entwicklung nicht von selbst zu einem Emanzipationsprozess, so dass die individuelle Tätigkeit Einzelner ein ganz anderes Gewicht erhalte.
Als Dutschke den Saal verlassen hatte, kehrte Habermas an das Rednerpult zurück. Dutschke habe zu seinem Erstaunen nur Sitzstreiks, also „eine Demonstration mit gewaltlosen Mitteln“ vorgeschlagen, dazu aber „eine voluntaristische Ideologie entwickelt, die man im Jahr 1848 utopischen Sozialismus genannt hat und die man unter heutigen Umständen – jedenfalls, ich glaube, Gründe zu haben, diese Terminologie vorzuschlagen – ‚linken Faschismus‘ nennen muss. Es sei denn, daß Herr Dutschke aus dem, was er an Überbau hier entwickelt hat, praktisch keine Konsequenzen zu ziehen wünscht.“ Nach zeitgenössischen Quellen sagte er außerdem: „Ich hätte gern geklärt, ob er nun willentlich die manifeste Gewalt herausgefordert hat nach den kalkulierten Mechanismen, die in diese Gewalt eingebaut sind, und zwar so, daß er das Risiko von Menschenverletzung, um mich vorsichtig auszudrücken, absichtlich einschließt oder nicht.“
Habermas griff hier mit Vorbehalten den Vorwurf auf, den Krahl ihm in den Mund gelegt hatte. Damit wollte er eine Klärung erreichen, welche Aktionen Dutschkes theoretisches Konzept implizierte, und die Subversive Aktion im SDS isolieren. Er setzte Aktionszentren und Sitzstreiks nicht mit Faschismus gleich, sondern bezog sich auf deren theoretische Begründung, die den gesellschaftlichen Wandel nur vom bewussten Willen der Revolutionäre erwartete. Ebenso hatte Marx den utopischen Sozialismus dafür kritisiert, die ökonomische Entwicklung der Gesellschaft nicht zu berücksichtigen. Habermas teilte also Dutschkes Annahme, dass Ohnesorgs Erschießung und die bisherigen staatlichen Reaktionen darauf Gewaltstrukturen der gesellschaftlichen Verhältnisse gezeigt hätten. Er fragte aber, ob durch bewusste Provokation solcher Gewalt weitere Opfer in Kauf genommen werden sollten. Er fürchtete, die gewollte Provokation des bürgerlichen Staates mit illegalen Aktionen könne den Faschismus erst erzeugen, der in den Gesellschaftsstrukturen angelegt sei, ohne dass die veränderungsbereiten Kräfte eine Chance zu einer erfolgreichen Revolution hatten. Dahinter stand die marxistische Faschismustheorie der „Kritischen Theorie“, die Faschismus als Folge und latente Bedrohung des scheinbar liberalen Kapitalismus beschrieben hatte.
Dutschke hörte diese Antwort am Folgetag auf einem Tonband und schrieb daraufhin in sein Tagebuch:

„Der Vorwurf reduzierte sich darauf, daß ich, der ich durch Aktionen die sublime Gewalt zwinge, manifest zu werden, bewußt Studenten ‚verheizen‘ wolle… H[abermas] will nicht begreifen, dass allein sorgfältige Aktionen Tote, sowohl f[ür] d[ie] Gegenwart als auch noch mehr f[ür] d[ie] Zukunft ‚vermeiden‘ können. Organisierte Gegengewalt unsererseits ist der größte Schutz, nicht ‚organisierte Abwiegelei‘ à la H[abermas]. Der Vorwurf d[er] ‚voluntaristischen Ideologie‘ ehrt mich.“

Er sah wie viele Studenten die staatliche Gewaltenteilung nach Ohnesorgs Erschießung als nicht funktionsfähig an: Die Opfer würden zu den Tätern gestempelt, der tatsächliche Täter bleibe in Freiheit, die politisch Verantwortlichen blieben in ihren Ämtern. Nach jahrelangen Erfahrungen mit angemeldeten Demonstrationen wollte er die für ihn strukturelle Gewalt der bundesrepublikanischen Gesellschaft durch „organisierte Irregularität“ aufdecken. Die Reaktionen des Staates auf nichtangemeldete und neuartige Aktionsformen sollten der Bevölkerung die herrschenden Unterdrückungsmechanismen bewusst machen, von denen er überzeugt war.
Der Sozialpsychologe Peter Brückner widersprach Habermas auf dem Kongress. Dessen These, provokative Protestformen erzeugten erst die „Möglichkeit zur Unmenschlichkeit“, sei falsch: Die Brutalität der Staatsorgane liege vollständig ausgebildet unter einer sehr dünnen Decke des sozialen Friedens. Viele sogenannte Provokationen seien bloß Mittel, um diese Decke punktuell zu durchstoßen und etwas wegzuziehen, um die Realität darunter zu erkennen.
Schon in einem Aufsatz „Hochschulreform und Protestbewegung“, dann auch in einem Brief an Erich Fried vom 26. Juli 1967 nahm Habermas seinen Vorwurf zurück:

„Ich habe in Hannover vom ‚linken Faschismus‘ in einem klar hypothetischen Zusammenhang gesprochen.“

In einem Brief vom 13. Mai 1968 an C. Grossner schrieb er zudem:

„Erstens habe ich damals nicht gesehen, dass die neuen Formen der Provokation ein sinnvolles, legitimes und sogar notwendiges Mittel sind, um Diskussionen dort, wo sie verweigert werden, zu erzwingen.
Zweitens hatte ich damals Angst vor den irrationalistischen Implikationen eines Vorgehens, das unter dem Topos ‚die Spielregeln brechen‘ eingeführt wurde. Diese Befürchtungen hege ich auch heute noch, daher hat sich die Intention meiner damaligen Bemerkung nicht geändert. Freilich würde ich […] heute […] das Etikett des linken Faschismus vermeiden, und zwar nicht nur, weil dieses Etikett das grobe Missverständnis einer Identifizierung des SDS mit den rechten Studenten Anfang der dreißiger Jahre hervorgerufen hat, sondern weil ich inzwischen überhaupt unsicher geworden bin, ob das eigentliche Neue an den gegenwärtigen Revolten durch geistesgeschichtliche Parallelen getroffen werden kann.
Drittens halte ich nach wie vor Gewaltanwendung in der gegenwärtigen Situation nicht für ein vertretbares Mittel des politischen Kampfes. In einer Lage hingegen, […] deren Unerträglichkeit keineswegs allgemein ins Bewußtsein getreten ist, […] müssen sich die handelnden Subjekte […] inhumane Folgen ihres Handelns moralisch zurechnen lassen.“

In einem am 5. Juni 1968 veröffentlichten Aufsatz stellte Habermas nicht mehr die befürchteten Folgen in den Vordergrund, sondern bejahte die teils neu erfundenen, teils aus anderen Ländern übernommenen Demonstrationsformen der westdeutschen Studenten und Schüler als geeignete Mittel für die Aufklärung der Bevölkerung über gegenwärtige Zustände des kapitalistischen Gesellschaftssystems. Sie provozierten durch den „virtuellen Charakter eines Spiels“ und der „ironischen Verdopplung“ Abwehrreaktionen und könnten so einen „heilsamen Schock“ und „erstauntes Nachdenken“ erzeugen.
Unter dem Eindruck von Medienberichten und Politikeraussagen gegen „Sympathisanten“ der RAF-Terroristen nahm Habermas kritische Intellektuelle 1977 vor dem Vorwurf des „Linksfaschismus“ in Schutz. Seine Aussage vom 9. Juni 1967 sei eine für deutsche Linke typische Überreaktion aufgrund ihrer besonderen Sensibilität für unbeabsichtigte Gewaltwirkungen von Ideen gewesen.

### Rezeption in der APO
In der Neuen Linken stieß der Faschismusvorwurf von Habermas auf energischen Widerspruch, zumal die Studentenbewegung damals häufig solchen Vorwürfen und Vergleichen ausgesetzt war. So bezeichnete der damalige Direktor der Frankfurter Universität, Walter Rüegg, ein geplantes Go-in von Studenten im November 1967 öffentlich als „Einübung faschistischer Terrormethoden“. Aus diesem Anlass schrieben Studenten und akademische Mitarbeiter der Universität in einem als Flugblatt verbreiteten offenen Brief:

„Ein Gespenst geht um in Deutschland – das Gespenst des Linksfaschismus. Gegen die unreflektierte Verwendung derartiger Begriffe, gegen die Diffamierung unbequemer Minderheiten protestieren wir mit aller Entschiedenheit. Ein ehemaliger Bundeskanzler spricht ungeniert in nationalsozialistischem Jargon von ,Entartung'; seine Magnifizenz von faschistischem Terror dort, wo kritische Studenten ihre Lehrer zu rationaler Diskussion provozieren.“

Oskar Negt schrieb im Kursbuch vom Juni 1968:

„[…] der Vorwurf des Linksfaschismus ist Ausdruck einer Zerfallsstufe des bürgerlich-liberalen Bewußtseins, das von der fühlbaren Brüchigkeit der Institutionen und Regeln betroffen ist und doch in den sozialistischen Alternativen nur das Ende aller Sicherheit und Freiheit zu entdecken vermag […]. Der Linksfaschismus ist die Projektion der systemimmanenten Faschisierungstendenzen auf leicht diskriminierbare Randgruppen […]. Wer die Sicherheit der Freiheit dem Staat […] überläßt, ist Opfer einer fatalen Illusion: er glaubt an die Existenzfähigkeit einer Demokratie ohne Demokraten.“

Wolfgang Abendroth und Oskar Negt gaben verschiedene Antworten auf den Vorwurf von Habermas 1968 als Buch heraus. Darauf reagierten verschiedene Autoren.
APO-Anhänger griffen den Vorwurf auch in ironischer Form auf. Weil Theodor W. Adorno im Juli 1967 bei einem Vortrag über Goethe nicht über Ohnesorgs Tod diskutieren wollte, entrollten Anwesende ein Spruchband mit dem Satz „Berlins linke Faschisten grüßen Teddy den Klassizisten“. Am 31. Januar 1969 ließ Adorno seinen Doktoranden Hans-Jürgen Krahl und andere Studenten, die im Institut für Sozialforschung einen Raum zum Diskutieren gesucht hatten, von der Polizei festnehmen und stellte Strafantrag gegen Krahl, in dessen Folge dieser wegen Hausfriedensbruchs verurteilt wurde. Herbert Marcuse sagte einen Besuch im Institut deswegen ab und verteidigte die Studenten brieflich gegenüber Adorno auch gegen den Vorwurf des „linken Faschismus“, den er als contradictio in adiecto („Widerspruch in sich“) bezeichnete. Adorno dagegen verteidigte den Begriff. Nach seinem Tod am 6. August 1969 schrieb Krahl in seinem Nachruf: Wie andere kritische Intellektuelle habe Adorno projiziert, „die sozialistische Aktion von links setze das Potenzial des faschistischen Terrors von rechts, das sie bekämpft, überhaupt erst frei. Damit aber ist jede Praxis apriori als blind aktionistisch denunziert.“
2001 in einem Interview meinte der 68er Daniel Cohn-Bendit, linke Studenten hätten damals einen „Mangel an demokratischer Sensibilität“ gezeigt, dessen Erscheinungsform dem „faschistoiden Gebaren“ geähnelt habe. Dass Joschka Fischer mit drei anderen „Straßenkämpfern“ 1973 einen Polizisten mit Steinen in der Hand verprügelt habe, sei „Linksmachismus“ gewesen. „Unsere Selbstgerechtigkeit, unsere Unfähigkeit zu offenen Diskussionen […] ist ein wahrer wunder Punkt. […] Ich hätte schon viel früher zu dem Polizisten gehen sollen, der bei der Meinhof-Demonstration im Mai 1976 von einem Molotow-Cocktail schwer verletzt wurde.“ Gemeint war Jürgen Weber.

### Sonstige Rezeption
In der aufgeheizten Lage nach der Erschießung Ohnesorgs 1967 griffen viele Medienkommentatoren das Schlagwort auf, benutzten es zur Diffamierung der Studentenbewegung und deuteten Dutschkes Konzept als Einladung zu und Inkaufnahme von illegitimer Gewalt gegen Menschen. So bezeichnete die Bildzeitung demonstrierende linksgerichtete Studenten am 3. Juni 1967 als „rote SA“. Chefredakteur Peter Boenisch nannte sie oft „Linksfaschisten“.
Auch Politiker benutzten das Schlagwort oder sinngemäße Vergleiche damals gegen die Studentenbewegung: etwa Franz Josef Strauß (CSU), Rainer Barzel (CDU), Herbert Wehner (SPD) und Heinz Kühn (SPD). Horst Ehmke (SPD) etwa sagte bei einem SPD-Parteitag 1968:

„Soweit sie [die anti-liberale action directe] Diskussionen sprengt, Vorlesungen stört, Zeitungen verbrennt und Fensterscheiben einschlägt, verdient sie durchaus als ‚pseudo-linker Faschismus‘ bezeichnet zu werden. Diese Art von Protest wird an den bestehenden Mängeln unserer Gesellschaft nicht das Geringste ändern. Sie wird vielmehr die Reaktion in diesem Lande stärken, Faschismus nicht ‚herauslocken‘, sondern mitproduzieren.“

Die CDU gab für den Bundestagswahlkampf 1969 einen „Leitfaden für den Umgang mit der APO“ heraus, in dem es zum Stichwort „faschistoid“ hieß:

„Faschistoid ist nach Meinung der Linken unsere Gesellschaft, da sie sich ‚faschistischer‘ Methoden bedient. […] Faschismus aber ist ein politisches System, das auf Gewalt aufbaut und insbesondere gegen die Demokratie gerichtet ist. Insofern sind die Gewaltanwendungen des SDS […] ein klarer Beweis eines linken Faschismus.“

Diese Sicht wird als Reaktion auf Faschismusvorwürfe seitens der 68er-Generation an die Elterngeneration, die die NS-Zeit erlebt hatte, gedeutet:

„Nur allzu gern übernahm man also auf Seiten des ‚Establishments‘ den von Jürgen Habermas missverständlich formulierten und später korrigierten Vorwurf des ‚Linksfaschismus‘, schien dieser doch die eigenen, anti-totalitaristisch formulierten Vorbehalte perfekt auf den Punkt zu bringen. Allgegenwart und Willkür des Faschismusvorwurfs waren die Folge. Avancierte dabei das Adjektiv ‚faschistoid‘ zum Modewort der späten sechziger Jahre, standen sich die Kontrahenten in Sachen grotesker Geschichtsanalogien in Nichts nach.“

Den Sechstagekrieg (5. bis 10. Juni 1967), der nur Tage nach Benno Ohnesorgs Erschießung begann, deuteten einige deutsche Medien als Analogie zu einem „Blitzkrieg“ der deutschen Wehrmacht. Der Verleger Lothar Menne kommentierte diesen Trend 1969 sarkastisch: „Eine reaktionäre Gesellschaft, die vorher sechs Millionen Juden ermordet hat, befreit sich von ihrem schlechten Gewissen, indem sie den Faschismusvorwurf an diejenigen weitergibt, die in den letzten Jahren autoritäre Tendenzen in diesem Land aufgezeigt haben. Sie sind jetzt die Linksfaschisten, und alte PGs [Parteigenossen der NSDAP] werden zu Widerstandskämpfern.“
Nach Terroranschlägen der RAF sagte der Journalist Gerhard Löwenthal am 12. Januar 1972 im ZDF-Magazin: „Die Sympathisanten des Linksfaschismus, die Bölls und Brückners und all die anderen sogenannten Intellektuellen, sind nicht einen Deut besser, als die geistigen Schrittmacher der Nazis.“ Die Aussage griff den Dichter Heinrich Böll, den Sozialpsychologen Peter Brückner und andere an, die vor Hysterie und Abbau rechtsstaatlicher Prinzipien im Zuge der staatlichen Antiterrormaßnahmen gewarnt hatten, und löste einen anhaltenden Skandal aus. Ein Namensvetter Heinrich Bölls erhielt nach der Sendung viele Drohbriefe und Drohanrufe, durch die er erkrankte.
Joachim Fest warf dem Dramatiker Rainer Werner Fassbinder im März 1976 vor, sein noch nicht aufgeführtes Theaterstück Der Müll, die Stadt und der Tod sei antisemitischer Ausdruck eines Linksfaschismus. Fest wurde daraufhin scharf kritisiert: Er habe die politische Linke pauschal mit Faschismus und diesen mit Antisemitismus gleichgesetzt, um so dem bis dahin leeren Vorwurf des Linksfaschismus einen (falschen) Inhalt zu geben. Dies sei eine gezielte Selbst- und Lesertäuschung.
Klaus Farin konstatierte 1997, dass wechselseitige Faschismusvorwürfe zwischen Skinheads und Autonomen ein verbreitetes Kommunikationsmuster seien:

„Immer wiederkehrend, vor allem bei direkten Auseinandersetzungen auf der Straße, ist die Retourkutsche mit demselben Inhalt: dem (Links-)Faschismus-Vorwurf. Beiderseits wird der Begriff in inflationärer Weise gleichbedeutend mit undemokratisch, erpresserisch usw. verwendet. Durch diese schärfste aller Anschuldigungen eskalieren die Konflikte, Endlosdiskussionen und Kurzschlusshandlungen sind die Folge.“

Rechtsextremisten, etwa Angehörige der NPD, und Vertreter der Neuen Rechten benutzen den Begriff seit den 1960er Jahren, besonders seit der Wiedervereinigung Deutschlands 1990, zur Diffamierung politischer Gegner, so auch für Angehörige demokratischer Parteien. So schrieb etwa Klaus Hornung im Jahr 2000:

„Die (extreme) Linke war schon immer Meister im Besetzen der Begriffe und damit der Köpfe – beginnend mit Marx und Lenin. Der rot-grüne Block in Deutschland und seine willigen Helfer in den Medien haben diese Tradition seit Jahren erfolgreich fortgesetzt. Es ist ihnen gelungen, den eigenen politischen Standpunkt und Willen als den allein „demokratischen“ auszugeben und die Gegner mit den Begriffs-Keulen ‚Faschismus‘, ‚Rassismus‘, ‚Fremdenfeindlichkeit‘ etc. zu belegen und damit a priori aus dem politischen Diskurs auszuschalten. […] Der Linksfaschismus marschiert im Gewand der antifaschistischen Demokratie.“

Thilo Sarrazin bezeichnete Gegner nach einer Absage einer Diskussion um sein Buch Deutschland schafft sich ab laut Bild-Zeitung vom Januar 2011 als „Linksfaschisten“, die freie Meinungsäußerungen verhinderten, und verglich sie diesbezüglich mit nationalsozialistischen Studenten. Dies wies die Technische Universität Berlin als Veranstalter öffentlich zurück.

### Bezeichnung für Realsozialismus (Peter Sloterdijk)
Der deutsche Philosoph Peter Sloterdijk plädierte 1999, etwa in der Elmauer Rede, mit Begriffen wie „Menschenzucht“ und „Anthropotechnik“ dafür, Keimbahntherapie und pränatale Diagnostik samt Selektion von „fehlerhaften“ Embryonen gesetzlich zum Regelfall zu erheben. Daraufhin bezeichnete Habermas Sloterdijks Rede in einem Privatbrief als „genuin faschistisch“. Sloterdijk antwortete, Habermas versuche, „eine ganze Nation mit seinen linksfaschistischen Agitationen zu bewegen“. Die Kritische Theorie sei „tot“. Die Philosophie solle sich endlich zu einer „kopernikanischen Mobilmachung“ bekennen und eine „ptolemäische Abrüstung“ vornehmen. Er meinte damit das Ablegen von aus seiner Sicht überholten, marxistisch beeinflussten Ideologien, besonders im Bereich der Sozialwissenschaften.
In einem Interview sagte Peter Sloterdijk 2005:

„Dass sich der linke Faschismus als Kommunismus zu präsentieren beliebte, war eine Falle für Moralisten. Mao Tse-tung war nie etwas anderes als ein linksfaschistischer chinesischer Nationalist, der anfangs den Jargon der Moskauer Internationale pflegte. Gegen Maos fröhlichen Exterminismus gehalten, erscheint Hitler wie ein rachitischer Briefträger. Doch man scheut noch immer den Vergleich der Monstren. Das massivste ideologische Manöver des Jahrhunderts bestand ja darin, dass der linke Faschismus nach 1945 den rechten lauthals anklagte, um ja als dessen Opponent zu gelten. In Wahrheit ging es immer nur um Selbstamnestie. Je mehr die Unverzeihlichkeit der Untaten von rechts exponiert wurde, desto mehr verschwanden die der Linken aus der Sichtlinie.“

Sloterdijk bezeichnete „den Linksfaschismus“ 2006 in seinem Werk „Zorn und Zeit“ als „vorherrschendes Sprachspiel“ im Antifaschismus der Nachkriegszeit, des Stalinismus und der Neuen Linken. Er bezog den Begriff auf den gesamten Realsozialismus unter Lenin, Stalin und Mao. Er listete Merkmale auf, die deren Systeme für ihn mit dem Nationalsozialismus vergleichbar machen, darunter ein Führerprinzip, Militarismus, Zentralismus, Kollektivismus, Demokratiefeindlichkeit, Misstrauen gegen Individualismus und Pluralismus, Monopolisierung des öffentlichen Raums und der Medien durch Parteipropaganda, die Aufhebung des neuzeitlichen Tötungsverbots im Dienst der als gut erklärten Sache und weitere.

### Bezeichnung für „Nationaler Sozialismus“
Manche Historiker und Politikwissenschaftler haben sozialistische und antikapitalistische Programmpunkte und Ideologiebestandteile faschistischer Gruppen als „Linksfaschismus“ bezeichnet, den Begriff also historisch-analytisch etwa für einen Nationalen Sozialismus verwendet. Peter von Oertzen sah in der völkisch-antikapitalistischen Komponente einen Grundzug des Faschismus überhaupt, der diesen vom Rechtsradikalismus bürgerlicher und reaktionärer Parteien der Weimarer Zeit unterschieden habe.
Johannes Agnoli ordnete den antikapitalistischen Flügel der NSDAP um Otto und Gregor Strasser als Linksfaschismus ein. Adolf Hitler hatte diese Vertreter 1926 entmachtet und ließ sie und weitere innerparteiliche Gegner 1934 im angeblichen Röhm-Putsch ermorden.
Otto-Ernst Schüddekopf benutzte den Begriff für faschistische Bewegungen in Europa nach 1945, die ihm zufolge ernsthaft den Sozialismus anstrebten:

„Die französischen Faschisten Marcel Déat, Eugene Deloncle, Jacques Doriot und Valois kamen vom Sozialismus und waren bestrebt, ihn in einer nationalen Form zu realisieren. Auch im Faschismus Mosleys war die sozialistische Komponente durchaus ernst zu nehmen. Seine an Keynes orientieren wirtschaftspolitischen Auffassungen hatte er in der Labour Party und sogar in der linksgerichteten Independent Labour Party entwickelt. Es ging ihm in erster Linie um die Überwindung der Arbeitslosigkeit und die Schaffung gesunder wirtschaftlicher Verhältnisse.“

So wurden das Programm der Rassemblement National Populaire (RNP) in Frankreich und der Peronismus in Argentinien als Linksfaschismus eingeordnet.

## Vereinigte Staaten
Vor den Halbzeitwahlen 1946 beschimpften Vertreter der Republikaner die Demokratische Partei als red fascists („rote Faschisten“). Dies drückte ihre Ablehnung der Anti-Hitler-Koalition mit der Sowjetunion und der bisherigen Politik Franklin D. Roosevelts im aufkommenden Kalten Krieg aus. Das Blackmailing (öffentliche Denunzieren mit Namenslisten) missliebiger Personen, vielfach von Schwarzen, Künstlern und Intellektuellen, als red fascists verbreitete sich 1947 auch in Fernsehgesellschaften der USA. 1948 war red fascists im McCarthyismus bereits ein gängiger Ausdruck für alle vermuteten Kommunisten und ihre Anhänger in allen gesellschaftlichen Bereichen der USA geworden, etwa in den Gewerkschaften, Universitäten und Medien. Nach der Entmachtung McCarthys 1954 gebrauchte J. Edgar Hoover, der Gründer und langjährige Leiter des FBI, die Begriffe red fascists oder communazis weiterhin für alle Personen, die er für Kommunisten hielt: darunter viele deutsche Antifaschisten, die in der NS-Zeit in die USA geflohen waren.
Der US-amerikanische Soziologe Lewis Samuel Feuer deutete die Neue Linke als left wing fascism und erklärte diesen aus einem Generationenkonflikt. Auch Irving Louis Horowitz kennzeichnete die Studentenbewegung der 1960er Jahre 1970 als neuen, linksgerichteten Faschismus. 1981 beschrieb Horowitz einen gegenwärtigen left-wing fascism als „infantile Unordnung“. Er bezog sich dabei auf den Linksterrorismus, den er als Ergebnis der Ideen der Frankfurter Schule deutete. Der linke habe viel vom rechten Faschismus gelernt, sei aber urban und elitär. In ihm drücke sich ein Klassengegensatz in der Industriegesellschaft aus.
In einer Rede vom 3. Juli 2020 zum bevorstehenden Unabhängigkeitstag denunzierte der damalige US-Präsident Donald Trump die antirassistische Bewegung Black Lives Matter als far-left fascism („linksextremen Faschismus“). Dieser drohe, „unsere Geschichte auszulöschen, unsere Helden zu diffamieren, unsere amerikanischen Werte auszuradieren und unsere Kinder zu indoktrinieren“.